# Biathlon na Zimowych Igrzyskach Paraolimpijskich 2014 – 12,5 km mężczyzn – osoby niewidome
Zawody biathlonowe na dystansie dwunastu i pół kilometra dla mężczyzn niewidomych odbyły się 11 marca o godz. 14:45 w Kompleksie narciarsko-biathlonowym „Łaura”.

## Finał
| Rk. | NR | Zawodnik              | Kraj     | Czas realny | Praca | Rundy karne | Czas końcowy | Strata  |     |
| --- | -- | --------------------- | -------- | ----------- | ----- | ----------- | ------------ | ------- | --- |
| 1.  | 39 | Witalij Łukjanienko   | Ukraina  | 31:04,0     | 100%  | 0 (0+0+0+0) | 31:04,0      | -       |     |
| 2.  | 40 | Nikołaj Poliukin      | Rosja    | 31:52,6     | 98%   | 1 (0+0+1+0) | 31:14,3      | +10,6   |     |
| 3.  | 33 | Wasilij Szapcjaboi    | Białoruś | 32:38,2     | 98%   | 4 (2+1+0+1) | 31:59,0      | +56,2   |     |
| 4.  | 36 | Jurij Utkin           | Ukraina  | 32:04,5     | 100%  | 0 (0+0+0+0) | 32:04,5      | +1:00,5 |     |
| 5.  | 35 | Oleg Ponomarew        | Rosja    | 32:57,7     | 100%  | 0 (0+0+0+0) | 32:57,7      | +1:53,7 |     |
| 6.  | 32 | Iaroslav Reshetynskiy | Ukraina  | 33:21,9     | 100%  | 0 (0+0+0+0) | 33:21,9      | +2:17,9 |     |
| 7.  | 31 | Dmitro Szulga         | Ukraina  | 36:27,7     | 98%   | 0 (0+0+0+0) | 35:43,9      | +4:45,7 |     |
|     | 38 | Anatolij Kowalewski   | Ukraina  | DNF         | 98%   | 3 (0+0+3)   | DNF          | DNF     | DNF |
|     | 34 | Wilhelm Brem          | Niemcy   | DNS         | 87%   | DNS         | DNS          | DNS     |     |
|     | 37 | Władimir Udałcow      | Rosja    | DNS         | 100%  | DNS         | DNS          | DNS     |     |